# 节孝坊 (罗源县)
节孝坊，是位于福建省福州市罗源县中房镇厚富村杨溪水尾的一个清代贞节牌坊，1986年入选第二批罗源县文物保护单位。
节孝坊是当地县令于乾隆二十五年（1760年）为朱登友的妻子陈氏所立的牌坊，花岗石材质，单檐4柱3开间，匾上题有“节孝可风”四字。与未婚节孝坊不同的是，已婚者的牌坊应立在路的旁边。旁侧17米处立有烈女坊。